# Nowa synagoga w Borowej
Nowa synagoga w Borowej – przypuszczalnie nieistniejący klojz zlokalizowany w nieznanej części miejscowości.
Data powstanie synagogi nie jest znana. Podczas II wojny światowej synagoga została najpewniej zniszczona przez hitlerowców. 